# Agave cacozela
Agave cacozela är en sparrisväxtart som beskrevs av William Trelease. Agave cacozela ingår i släktet Agave och familjen sparrisväxter. Inga underarter finns listade i Catalogue of Life.